# Società Polisportiva del Littorio Alma Juventus Fano 1937-1938
Questa voce raccoglie le informazioni riguardanti la Società Polisportiva del Littorio Alma Juventus Fano nelle competizioni ufficiali della stagione 1937-1938.

## Rosa
| N. |                   | Ruolo | Calciatore         |
| -- | ----------------- | ----- | ------------------ |
|    | Italia (bandiera) |       | Gino Aureli        |
|    | Italia (bandiera) |       | Enzo Bacciocchi    |
|    | Italia (bandiera) |       | Carlo Balzani      |
|    | Italia (bandiera) |       | Bruno Bedosti      |
|    | Italia (bandiera) | A     | Bruno Biagiotti    |
|    | Italia (bandiera) |       | Giuseppe Capanni   |
|    | Italia (bandiera) | C     | Antonio Caracciolo |
|    | Italia (bandiera) |       | Ilaro Fabbri       |
|    | Italia (bandiera) |       | Bruno Fazi         |
|    | Italia (bandiera) |       | Luigi Gallà        |

| N. |                   | Ruolo | Calciatore          |
| -- | ----------------- | ----- | ------------------- |
|    | Italia (bandiera) |       | Odo Godoli          |
|    | Italia (bandiera) |       | Armando Londei      |
|    | Italia (bandiera) |       | Osvaldo Pagnini     |
|    | Italia (bandiera) |       | Mario Picci         |
|    | Italia (bandiera) |       | Marino Piersanti    |
|    | Italia (bandiera) |       | Giuseppe Renna      |
|    | Italia (bandiera) |       | Alfredo Severoni    |
|    | Italia (bandiera) |       | Agostino Sorcinelli |
|    | Italia (bandiera) |       | Glauco Sorcinelli   |
|    | Italia (bandiera) |       | Antonio Velcich     |